# (2424) Tautenburg
(2424) Tautenburg est un astéroïde de la ceinture principale.

## Description
(2424) Tautenburg est un astéroïde de la ceinture principale. Il fut découvert le 27 octobre 1973 à Tautenburg par Freimut Börngen et Karsten Kirsch. Il présente une orbite caractérisée par un demi-grand axe de 2,35 UA, une excentricité de 0,13 et une inclinaison de 8,9° par rapport à l'écliptique.

## Compléments